# 马克西·帕克斯
马克西·帕克斯（英語：Maxie Parks，1951年7月9日—），美国男子田径运动员，主攻短跑。他曾代表美国参加1976年夏季奥林匹克运动会田径比赛，获得男子4×400米接力金牌。